# Talanites exlineae
Talanites exlineae är en spindelart som först beskrevs av Norman I. Platnick och Mohammad U. Shadab 1976.  Talanites exlineae ingår i släktet Talanites och familjen plattbuksspindlar. Inga underarter finns listade i Catalogue of Life.